# VLN Langstreckenmeisterschaft Nürburgring 2010
Die VLN Langstreckenmeisterschaft Nürburgring 2010 war die 34. Saison der VLN Langstreckenmeisterschaft Nürburgring. Sie begann am 27. März 2010 und endete am 30. Oktober 2010 nach zehn Läufen auf dem Nürburgring.
Die Meisterschaft gewannen Mario Merten und Wolf Silvester auf einem BMW Z4 des Teams Bonk Motorsport.

## Rennkalender
| Datum         | Rennen                                | Distanz   |
| ------------- | ------------------------------------- | --------- |
| 27. März 2010 | 57. ADAC Westfalenfahrt               | 4 Stunden |
| 10. Apr. 2010 | 35. DMV 4-Stunden-Rennen              | 4 Stunden |
| 24. Apr. 2010 | 52. ADAC ACAS H&R-Cup                 | 4 Stunden |
| 12. Juni 2010 | 41. Adenauer ADAC Rundstrecken-Trophy | 4 Stunden |
| 3. Juli 2010  | 50. ADAC Reinoldus-Langstreckenrennen | 4 Stunden |
| 17. Juli 2010 | 33. RCM DMV Grenzlandrennen           | 4 Stunden |
| 31. Juli 2010 | 6h ADAC Ruhr-Pokal-Rennen             | 6 Stunden |
| 25. Sep. 2010 | 42. ADAC Barbarossapreis              | 4 Stunden |
| 16. Okt. 2010 | 34. DMV 250-Meilen-Rennen             | 4 Stunden |
| 30. Okt. 2010 | 35. DMV Münsterlandpokal              | 4 Stunden |

## Fahrzeugklassen
| Klasse              | Fahrzeugart, Hubraum                         | Startnummern    |
| VLN-Serienwagen     | VLN-Serienwagen                              | VLN-Serienwagen |
| ------------------- | -------------------------------------------- | --------------- |
| V1                  | bis 1600 cm³                                 | 619–624         |
| V2                  | über 1600 cm³, bis 1800 cm³                  | 585–618         |
| V3                  | über 1800 cm³, bis 2000 cm³                  | 574–584         |
| V4                  | über 2000 cm³, bis 2500 cm³                  | 543–573         |
| V5                  | über 2500 cm³, bis 3000 cm³                  | 497–542         |
| V6                  | über 3000 cm³, bis 3500 cm³                  | 473–496         |
| VD                  | Dieselfahrzeuge, bis 3500 cm³                | 469–472         |
| VLN-Specials        |                                              |                 |
| SP1                 | bis 1400 cm³                                 | 413–420         |
| SP2                 | über 1400 cm³, bis 1750 cm³                  | 369–386         |
| SP2T                | bis 1600 cm³, mit Turbolader                 | 387–412         |
| SP3                 | über 1750 cm³, bis 2000 cm³                  | 265–316         |
| SP3T                | über 1600 cm³, bis 2000 cm³, mit Turbolader  | 317–368         |
| SP4                 | über 2000 cm³, bis 2500 cm³                  | 245–256         |
| SP4T                | über 2000 cm³, bis 2500 cm³, mit Turbolader  | 257–264         |
| SP5                 | über 2500 cm³, bis 3000 cm³                  | 209–244         |
| SP6                 | über 3000 cm³, bis 3500 cm³                  | 176–208         |
| SP7                 | über 3500 cm³, bis 4000 cm³                  | 150–175         |
| SP8                 | über 4000 cm³, bis 6250 cm³                  | 119–143         |
| SP8T                | über 2500 cm³, bis 4000 cm³, mit Turbolader  | 144–149         |
| SP9                 | GT3-Fahrzeuge                                | 84–118          |
| SP10                | GT4-Fahrzeuge                                | 71–83           |
| SP11                | Alternative Treibstoffe                      | 68–70           |
| SP12                | Gas- und Hybridfahrzeuge                     | 65–67           |
| E1-XP               | Sonderfahrzeuge                              | 737–744         |
| VD1T                | Dieselfahrzeuge, über 1750 cm³, bis 2000 cm³ | 446–468         |
| VD2T                | Dieselfahrzeuge, über 2000 cm³, bis 2500 cm³ | 438–445         |
| VD3T                | Dieselfahrzeuge, über 2500 cm³, bis 3000 cm³ | 427–437         |
| VD4T                | Dieselfahrzeuge, über 3000 cm³, bis 6000 cm³ | 421–426         |
| Cup-Fahrzeuge       |                                              |                 |
| Cup1                | Seat Leon Langstrecken Challenge             | 639–649         |
| Cup2                | Porsche Carrera Cup                          | 650–700         |
| Gruppe H (bis 1996) |                                              |                 |
| H1                  | bis 2000 cm³                                 | 47–64           |
| H2                  | über 2000 cm³, bis 2500 cm³                  | 29–45           |
| H3                  | über 2500 cm³, bis 3000 cm³                  | 13–28           |
| H4                  | über 3000 cm³, bis 6250 cm³                  | 2–12            |

## Ergebnisse

### 57. ADAC Westfalenfahrt
| Platz | Fahrer                                          | Team                       | Fahrzeug (Klasse)                | Zeit (Runden)    |
| ----- | ----------------------------------------------- | -------------------------- | -------------------------------- | ---------------- |
| 1     | Marcel Tiemann Marc Lieb Timo Bernhard          | Manthey Racing             | Porsche 997 GT3 R (SP9)          | 4:00:11,884 (27) |
| 2     | Mattias Ekström Emmanuel Collard                | Abt Sportsline             | Audi R8 LMS (SP9)                | + 14,535 (27)    |
| 3     | Augusto Farfus Uwe Alzen Pedro Lamy             | BMW Motorsport             | BMW M3 GT2 (E1-XP)               | + 1:03,625 (27)  |
| 4     | Christian Abt Lucas Luhr                        | Abt Sportsline             | Audi R8 LMS (SP9)                | + 1:20,266 (27)  |
| 5     | Peter-Paul Pietsch Oliver Kainz Michael Jacobs  | Wochenspiegel Team Manthey | Porsche 997 GT3 R (SP9)          | + 2:58,348 (27)  |
| 6     | Richard Lietz Jörg Bergmeister Martin Ragginger | Manthey Racing             | Porsche 997 GT3 R Hybrid (E1-XP) | + 3:50,884 (27)  |
| 7     | Christer Jöns Seán Paul Breslin Johannes Stuck  | Black Falcon               | Audi R8 LMS (SP9)                | + 4:03,634 (27)  |
| 8     | Andrzej Dzikevic Rodney Forbes                  | Weiland Racing             | Porsche 997 GT3 Cup (Cup2)       | + 4:50,301 (27)  |
| 9     | Claudia Hürtgen Stian Sørlie Jörg Müller        | Schubert Motorsport        | BMW Z4 GT3 (SP9)                 | + 5:47,140 (27)  |
| 10    | Matthias Weiland Kai Riemer                     | Weiland Racing             | Porsche 997 GT3 Cup (Cup2)       | + 7:06,515 (27)  |

### 35. DMV 4-Stunden-Rennen
| Platz | Fahrer                                                    | Team                  | Fahrzeug (Klasse)                | Zeit (Runden)    |
| ----- | --------------------------------------------------------- | --------------------- | -------------------------------- | ---------------- |
| 1     | Marcel Tiemann Timo Bernhard Romain Dumas                 | Manthey Racing        | Porsche 997 GT3 R (SP9)          | 4:04:57,995 (28) |
| 2     | Frank Stippler Marcel Fässler Mike Rockenfeller           | Phoenix Racing        | Audi R8 LMS (SP9)                | + 1:07,364 (28)  |
| 3     | Jörg Bergmeister Wolf Henzler                             | Manthey Racing        | Porsche 997 GT3 R Hybrid (E1-XP) | + 1:09,122 (28)  |
| 4     | Christer Jöns Seán Paul Breslin Johannes Stuck            | Black Falcon          | Audi R8 LMS (SP9)                | + 3:58,025 (28)  |
| 5     | Rodney Forbes Kai Riemer                                  | Weiland Racing        | Porsche 997 GT3 Cup (Cup2)       | + 8:16,968 (28)  |
| 6     | Richard Göransson Stian Sørlie Dirk Müller                | Schubert Motorsport   | BMW Z4 GT3 (SP9)                 | + 10:14,223 (28) |
| 7     | Klaus Abbelen Sabine Schmitz                              | Frikadelli Racing     | Porsche 997 GT3 RSR (SP7)        | + 1 Runde (27)   |
| 8     | Marc Busch Dennis Busch                                   | Twin Busch Motorsport | Porsche 997 GT3 Cup (Cup2)       | + 1 Runde (27)   |
| 9     | Michael Zehe Marco Schelp Alexander Roloff                | Team Rowe Motorsport  | Porsche 997 GT3 Cup S (SP9)      | + 1 Runde (27)   |
| 10    | Lance David Arnold Christian Menzel Alexandros Margaritis | Haribo Team Manthey   | Porsche 997 GT3 R (SP9)          | + 1 Runde (27)   |

### 52. ADAC ACAS H&R-Cup
Bei dem Rennen verunglückte der Rennfahrer Leo Löwenstein tödlich. Er kollidierte im Streckenabschnitt „Bergwerk“ in seinem Aston Martin V8 Vantage GT4 mit einem BMW und einem Lexus. Sein Fahrzeug wurde dabei in die Luft katapultiert und prallte in die Leitplanke am Streckenrand. Anschließend ging es in Flammen auf, aus denen Löwenstein sich nicht selbstständig befreien konnte. Als Todesursache nannte der Veranstalter eine Rauchgasvergiftung. Das Rennen wurde daraufhin nach 22 Runden abgebrochen.
| Platz | Fahrer                                             | Team                       | Fahrzeug (Klasse)          | Zeit (Runden)    |
| ----- | -------------------------------------------------- | -------------------------- | -------------------------- | ---------------- |
| 1     | Christian Mamerow Wolf Henzler                     | Mamerow Racing             | Porsche 997 GT3 R (SP9)    | 3:12:41,016 (22) |
| 2     | Jörg Müller Augusto Farfus Pedro Lamy              | BMW Motorsport             | BMW M3 GT2 (E1-XP)         | + 10,092 (22)    |
| 3     | Dirk Werner Dirk Müller Andy Priaulx Dirk Adorf    | BMW Motorsport             | BMW M3 GT2 (E1-XP)         | + 38,735 (22)    |
| 4     | Armin Hahne Jochen Krumbach Marc Gindorf           | Manthey Racing             | Porsche 997 GT3 R (SP9)    | + 1:18,499 (22)  |
| 5     | Norbert Fischer Marco Seefried Ralf Kelleners      | Prescolaris Team MSpeed    | Porsche 997 GT3 RSR (SP7)  | + 5:37,975 (22)  |
| 6     | Frank Kräling Jörg Hardt                           | Mamerow Racing             | Porsche 997 GT3 Cup (Cup2) | + 5:41,821 (22)  |
| 7     | Marcel Tiemann Peter-Paul Pietsch Oliver Kainz     | Wochenspiegel Team Manthey | Porsche 997 GT3-MR (SP7)   | + 5:49,763 (22)  |
| 8     | Klaus Abbelen Sabine Schmitz                       | Frikadelli Racing          | Porsche 997 GT3 RSR (SP7)  | + 5:51,943 (22)  |
| 9     | Rodney Forbes Kai Riemer                           | Weiland Racing             | Porsche 997 GT3 Cup (Cup2) | + 7:21,211 (22)  |
| 10    | Heinz Schmersal Stephan Rösler Christoph Koslowski | Team Race and Event        | BMW Z4 M Coupé (SP6)       | + 1 Runde (21)   |

### 41. Adenauer ADAC Rundstrecken-Trophy
| Platz | Fahrer                                        | Team                    | Fahrzeug (Klasse)           | Zeit (Runden)    |
| ----- | --------------------------------------------- | ----------------------- | --------------------------- | ---------------- |
| 1     | Christian Mamerow Marc Basseng                | Mamerow Racing          | Porsche 997 GT3 R (SP9)     | 4:01:40,246 (27) |
| 2     | Frank Stippler Hans-Joachim Stuck             | Phoenix Racing          | Audi R8 LMS (SP9)           | + 0,240 (27)     |
| 3     | Lance David Arnold Christian Menzel           | Haribo Team Manthey     | Porsche 997 GT3 R (SP9)     | + 53,234 (27)    |
| 4     | Oliver Kainz Arno Klasen                      | Manthey Racing          | Porsche 997 GT3 R (SP9)     | + 2:18,990 (27)  |
| 5     | Armin Hahne Jochen Krumbach Marc Gindorf      | Manthey Racing          | Porsche 997 GT3 R (SP9)     | + 6:31,577 (27)  |
| 6     | Norbert Fischer Marco Seefried                | Prescolaris Team MSpeed | Porsche 997 GT3 RSR (SP7)   | + 9:59,812 (27)  |
| 7     | Hans-Guido Riegel Mike Stursberg              | Haribo Team Manthey     | Porsche 997 GT3 Cup S (SP9) | + 1 Runde (26)   |
| 8     | Rodney Forbes Kai Riemer                      | Weiland Racing          | Porsche 997 GT3 Cup (Cup2)  | + 1 Runde (26)   |
| 9     | Rainer Holte Jochen Krumbach Martin Ragginger | Manthey Racing          | Porsche 997 GT3 Cup (Cup2)  | + 1 Runde (26)   |
| 10    | Michael Illbruck Manuel Lauck                 | Horn Motorsport         | Porsche 997 GT3 Cup (Cup2)  | + 1 Runde (26)   |

### 50. ADAC Reinoldus-Langstreckenrennen
| Platz | Fahrer                                               | Team                                  | Fahrzeug (Klasse)                   | Zeit (Runden)    |
| ----- | ---------------------------------------------------- | ------------------------------------- | ----------------------------------- | ---------------- |
| 1     | Marc Lieb Arno Klasen                                | Manthey Racing                        | Porsche 997 GT3 R (SP9)             | 3:38:01,369 (25) |
| 2     | Frank Stippler Hans-Joachim Stuck                    | Phoenix Racing                        | Audi R8 LMS (SP9)                   | + 7,854 (25)     |
| 3     | Christian Mamerow Alexander Roloff                   | Mamerow Racing                        | Porsche 997 GT3 R (SP9)             | + 52,878 (25)    |
| 4     | Lance David Arnold Richard Westbrook                 | Haribo Team Manthey                   | Porsche 997 GT3 R (SP9)             | + 1:00,673 (25)  |
| 5     | Mike Stursberg Oliver Kainz                          | Haribo Team Manthey                   | Porsche 997 GT3 Cup S (SP9)         | + 5:14,947 (25)  |
| 6     | Rudi Adams Stefan Aust Peter Posavac                 | Dörr Motorsport                       | BMW Z4 GT3 (SP9)                    | + 7:38,608 (25)  |
| 7     | Klaus Abbelen Sabine Schmitz                         | Frikadelli Racing                     | Porsche 997 GT3 R (SP9)             | + 7:48,633 (25)  |
| 8     | Dirk Riebensahm Christian Kohlhaas Christopher Brück | Vulkan Racing-Team Mintgen Motorsport | Dodge Viper Competition Coupe (SP9) | + 7:52,229 (25)  |
| 9     | Georg Weiss Michael Jacobs Peter-Paul Pietsch        | Wochenspiegel Team Manthey            | Porsche 997 GT3 R (SP9)             | + 1 Runde (24)   |
| 10    | Mark Porsche Jochen Krumbach Christian Menzel        | Manthey Racing                        | Porsche 997 GT3 Cup (Cup2)          | + 1 Runde (24)   |

### 33. RCM DMV Grenzlandrennen
| Platz | Fahrer                                               | Team                                  | Fahrzeug (Klasse)                   | Zeit (Runden)    |
| ----- | ---------------------------------------------------- | ------------------------------------- | ----------------------------------- | ---------------- |
| 1     | Lance David Arnold Christian Menzel                  | Haribo Team Manthey                   | Porsche 997 GT3 R (SP9)             | 4:02:42,240 (28) |
| 2     | Frank Stippler Hans-Joachim Stuck Marc Basseng       | Phoenix Racing                        | Audi R8 LMS (SP9)                   | + 25,994 (28)    |
| 3     | Armin Hahne Jochen Krumbach Marc Gindorf             | Manthey Racing                        | Porsche 997 GT3 R (SP9)             | + 4:54,128 (28)  |
| 4     | Dirk Riebensahm Christian Kohlhaas Christopher Brück | Vulkan Racing-Team Mintgen Motorsport | Dodge Viper Competition Coupe (SP9) | + 7:52,146 (28)  |
| 5     | Michael Zehe Marco Schelp Alexander Roloff           | Team Rowe Motorsport                  | Porsche 997 GT3 Cup S (SP9)         | + 7:52,487 (28)  |
| 6     | Mike Stursberg Ralf Schall                           | Haribo Team Manthey                   | Porsche 997 GT3 Cup S (SP9)         | + 7:56,817 (28)  |
| 7     | Norbert Fischer Marco Seefried Ralf Kelleners        | Prescolaris Team MSpeed               | Porsche 997 GT3 RSR (SP7)           | + 1 Runde (27)   |
| 8     | Rodney Forbes Kai Riemer                             | Weiland Racing                        | Porsche 997 GT3 Cup (Cup2)          | + 1 Runde (27)   |
| 9     | Wolfgang Kohler Daniel Cooke Marc Gindorf            | Manthey Racing                        | Porsche 997 GT3 Cup (Cup2)          | + 1 Runde (27)   |
| 10    | Andrzej Dzikevic Roland Botor                        | Land Motorsport                       | Porsche 997 GT3 Cup (SP7)           | + 1 Runde (27)   |

### 6h ADAC Ruhr-Pokal-Rennen
Beim 6-Stunden-Rennen wurde erstmals eine Distanz von über 1000 Kilometern zurückgelegt, wobei das Siegerteam eine Durchschnittsgeschwindigkeit von 167,359 km/h erreichte. Diese Fahrleistung ist vergleichbar mit denen der Sportwagenrennen 1000-km-Rennen auf dem Nürburgring in den 1970er Jahren.
| Platz | Fahrer                                                      | Team                 | Fahrzeug (Klasse)           | Zeit (Runden)    |
| ----- | ----------------------------------------------------------- | -------------------- | --------------------------- | ---------------- |
| 1     | Lance David Arnold Christian Menzel                         | Haribo Team Manthey  | Porsche 997 GT3 R (SP9)     | 6:06:56,091 (42) |
| 2     | Timo Bernhard Arno Klasen Christian Hohenadel               | Manthey Racing       | Porsche 997 GT3 R (SP9)     | + 22,872 (42)    |
| 3     | Armin Hahne Jochen Krumbach Marc Gindorf                    | Manthey Racing       | Porsche 997 GT3 R (SP9)     | + 5:13,975 (42)  |
| 4     | Klaus Abbelen Sabine Schmitz Niclas Kentenich Edgar Althoff | Frikadelli Racing    | Porsche 997 GT3 R (SP9)     | + 1 Runde (41)   |
| 5     | Michael Zehe Marco Schelp Alexander Roloff                  | Team Rowe Motorsport | Porsche 997 GT3 Cup S (SP9) | + 1 Runde (41)   |
| 6     | Andrzej Dzikevic Roland Botor Patrick Simon                 | Land Motorsport      | Porsche 997 GT3 Cup (Cup2)  | + 1 Runde (41)   |
| 7     | Rudi Adams Stefan Aust Peter Posavac                        | Dörr Motorsport      | BMW Z4 GT3 (SP9)            | + 1 Runde (41)   |
| 8     | Kai Riemer Rodney Forbes                                    | Weiland Racing       | Porsche 997 GT3 Cup (Cup2)  | + 1 Runde (41)   |
| 9     | Wolfgang Kohler Frank Kräling Hannes Plesse                 | Manthey Racing       | Porsche 997 GT3 Cup (Cup2)  | + 2 Runden (40)  |
| 10    | Arvid Steinberg Michael Bonk Ralf-Peter Bonk                | Bonk Motorsport      | Porsche 997 GT3 Cup (SP6)   | + 2 Runden (40)  |

### 42. ADAC Barbarossapreis

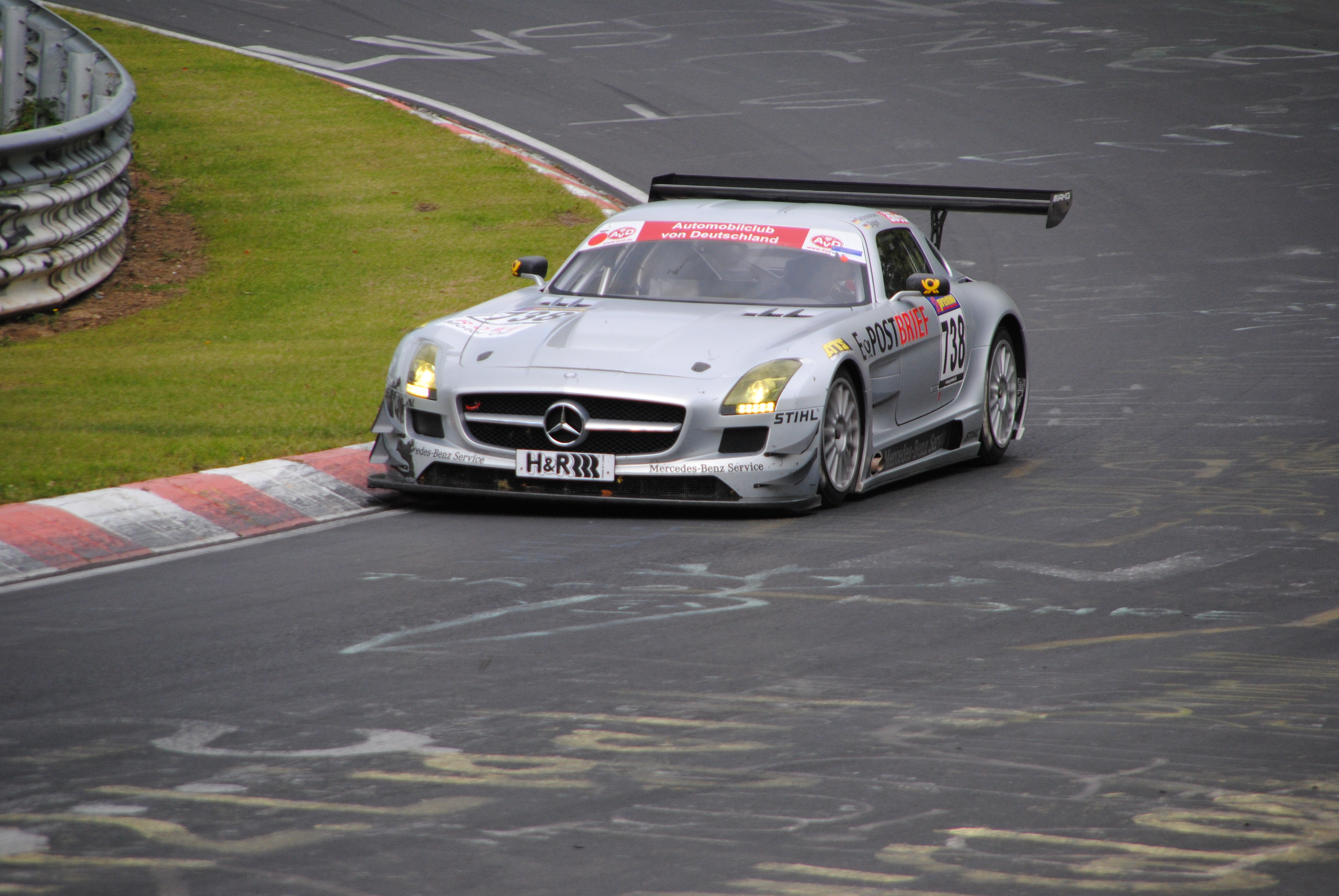
Mercedes-Benz SLS AMG GT3 beim 42. ADAC Barbarossapreis

Der Mercedes-Benz SLS AMG GT3 hatte beim 42. ADAC Barbarossapreis seine Weltpremiere. Das Rennen wurde nach etwa drei Stunden Renndauer vorzeitig abgebrochen, da aufgrund von Leitplankenschäden und Bergungsarbeiten infolge einiger Unfällen die Sicherheit laut Veranstalter nicht mehr gewährleistet werden konnte.
| Platz | Fahrer                                        | Team                       | Fahrzeug (Klasse)           | Zeit (Runden)    |
| ----- | --------------------------------------------- | -------------------------- | --------------------------- | ---------------- |
| 1     | Lucas Luhr Richard Westbrook                  | Haribo Team Manthey        | Porsche 997 GT3 R (SP9)     | 2:57:57,006 (20) |
| 2     | Romain Dumas Arno Klasen                      | Manthey Racing             | Porsche 997 GT3 R (SP9)     | + 35,454 (20)    |
| 3     | Christian Hohenadel Lance David Arnold        | Callaway Competition       | Corvette C6 Z06-R GT3 (SP9) | + 1:05,048 (20)  |
| 4     | Armin Hahne Jochen Krumbach Marc Gindorf      | Manthey Racing             | Porsche 997 GT3 R (SP9)     | + 1:44.796 (20)  |
| 5     | Klaus Abbelen Sabine Schmitz Niclas Kentenich | Frikadelli Racing          | Porsche 997 GT3 R (SP9)     | + 2:06,335 (20)  |
| 6     | Georg Weiss Michael Jacobs Oliver Kainz       | Wochenspiegel Team Manthey | Porsche 997 GT3 R (SP9)     | + 2:21,479 (20)  |
| 7     | Rudi Adams Stefan Aust Christopher Haase      | Dörr Motorsport            | BMW Z4 GT3 (SP9)            | + 3:07,523 (20)  |
| 8     | Michael Illbruck Manuel Lauck                 | Horn Motorsport            | Porsche 997 GT3 R (SP9)     | + 4:34,447 (20)  |
| 9     | Dennis Busch Marc Busch                       | Twin Busch Motorsport      | Porsche 997 GT3 Cup (Cup2)  | + 4:43,855 (20)  |
| 10    | Kai Riemer Rodney Forbes                      | Weiland Racing             | Porsche 997 GT3 Cup (Cup2)  | + 4:44,168 (20)  |

### 34. DMV 250-Meilen-Rennen
| Platz | Fahrer                                               | Team                       | Fahrzeug (Klasse)                 | Zeit (Runden)    |
| ----- | ---------------------------------------------------- | -------------------------- | --------------------------------- | ---------------- |
| 1     | Thomas Jäger Christopher Haase                       | Black Falcon               | Mercedes-Benz SLS AMG GT3 (E1-XP) | 3:26:47,163 (20) |
| 2     | Timo Bernhard Arno Klasen Lucas Luhr                 | Manthey Racing             | Porsche 997 GT3 R (SP9)           | + 24,202 (20)    |
| 3     | Dirk Adorf Jörg Müller                               | Schubert Motorsport        | BMW Z4 GT3 (SP9)                  | + 1:45,520 (20)  |
| 4     | Georg Weiss Oliver Kainz Michael Jacobs              | Wochenspiegel Team Manthey | Porsche 997 GT3 R (SP9)           | + 5:40,191 (20)  |
| 5     | Dennis Busch Marc Busch                              | Twin Busch Motorsport      | Porsche 997 GT3 Cup (Cup2)        | + 6:21,283 (20)  |
| 6     | Sean Patrick Breslin Seán Paul Breslin Kenneth Heyer | Black Falcon               | Audi R8 LMS (SP9)                 | + 7:09,684 (20)  |
| 7     | Armin Hahne Jochen Krumbach Marc Gindorf             | Manthey Racing             | Porsche 997 GT3 R (SP9)           | + 7:50,247 (20)  |
| 8     | Christoph Breuer Christopher Mies Marc Hennerici     | Raeder Motorsport          | Audi TT RS (SP4T)                 | + 7:57,074 (20)  |
| 9     | Andrzej Dzikevic Roland Botor                        | Land Motorsport            | Porsche 997 GT3 Cup (SP7)         | + 8:51,946 (20)  |
| 10    | Wolfgang Kohler Frank Kräling Christian Menzel       | Manthey Racing             | Porsche 997 GT3 Cup (Cup2)        | + 1 Runde (19)   |

### 35. DMV Münsterlandpokal
| Platz | Fahrer                                          | Team                       | Fahrzeug (Klasse)                 | Zeit (Runden)    |
| ----- | ----------------------------------------------- | -------------------------- | --------------------------------- | ---------------- |
| 1     | Marc Lieb Arno Klasen Lucas Luhr                | Manthey Racing             | Porsche 997 GT3 R (SP9)           | 4:01:45,709 (27) |
| 2     | Frank Stippler Marc Basseng                     | Phoenix Racing             | Audi R8 LMS (SP9)                 | + 3:35,857 (27)  |
| 3     | Bernd Schneider Christian Mamerow               | Mamerow Racing             | Mercedes-Benz SLS AMG GT3 (E1-XP) | + 3:44,636 (27)  |
| 4     | Christian Hohenadel Lance David Arnold          | Callaway Competition       | Corvette C6 Z06-R GT3 (SP9)       | + 4:12,420 (27)  |
| 5     | Christian Menzel Richard Westbrook Patrick Long | Haribo Team Manthey        | Porsche 997 GT3 R (SP9)           | + 7:05,936 (27)  |
| 6     | Armin Hahne Jochen Krumbach Marc Gindorf        | Manthey Racing             | Porsche 997 GT3 R (SP9)           | + 8:01,680 (27)  |
| 7     | Georg Weiss Oliver Kainz Michael Jacobs         | Wochenspiegel Team Manthey | Porsche 997 GT3 R (SP9)           | + 8:57,349 (27)  |
| 8     | Kai Riemer Rodney Forbes                        | Weiland Racing             | Porsche 997 GT3 Cup (Cup2)        | + 10:08,715 (27) |
| 9     | Dennis Busch Marc Busch                         | Twin Busch Motorsport      | Porsche 997 GT3 Cup (Cup2)        | + 1 Runde (26)   |
| 10    | Rudi Adams Stefan Aust Peter Posavac            | Dörr Motorsport            | BMW Z4 GT3 (SP9)                  | + 1 Runde (26)   |